# Laya (herramienta)

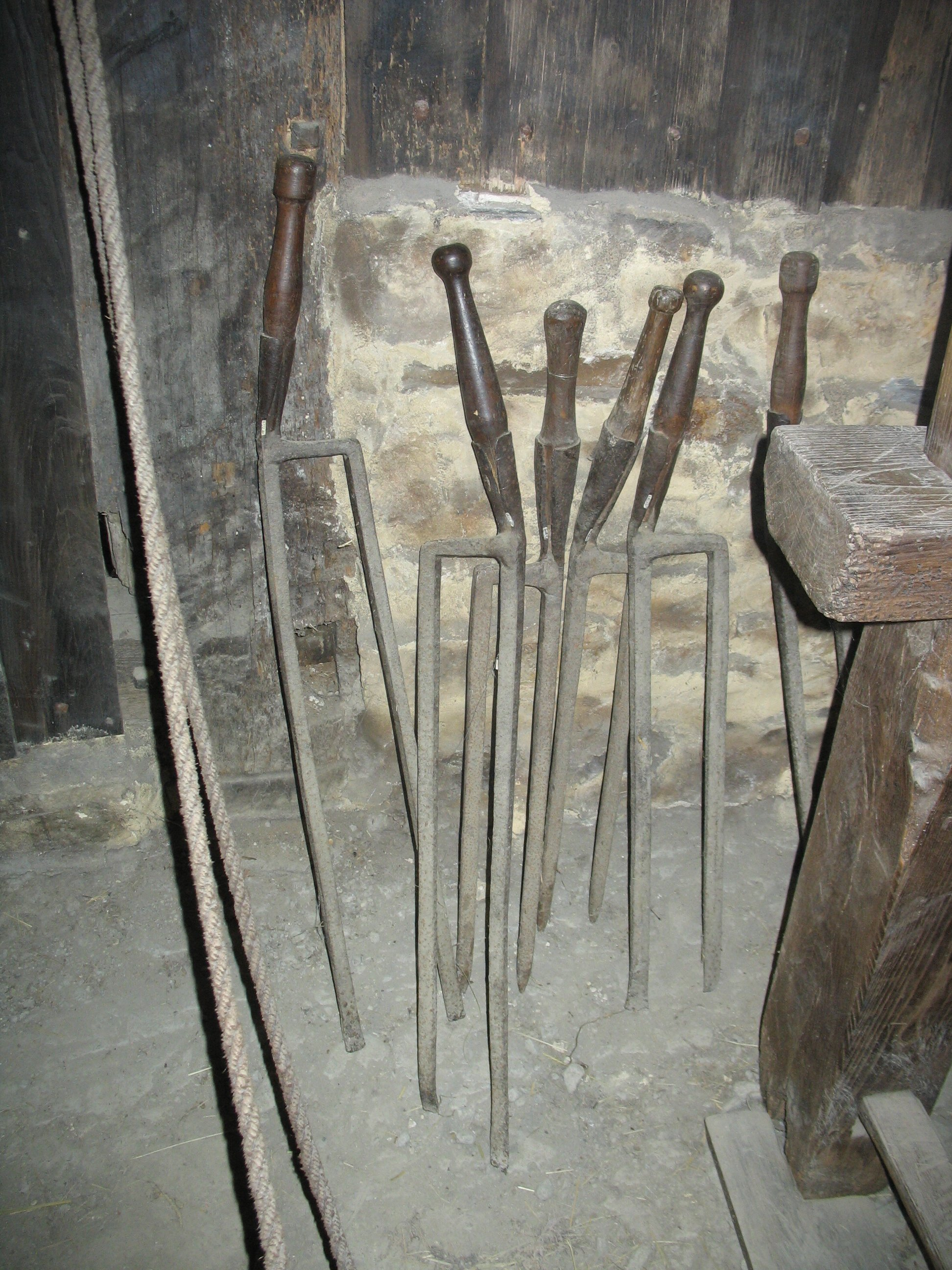
Layas en el Caserío-Museo Igartubeiti

La laya (en euskera: laia) es una herramienta de labranza manual del tipo arado de pie, utilizada con ambas manos, originaria de la región de Euskal Herria. Además de ser un implemento agrícola, también se usa en las carreras de layas. Las personas que usan una laya se conocen como layadores, en euskera: laiariak.

## Etimología

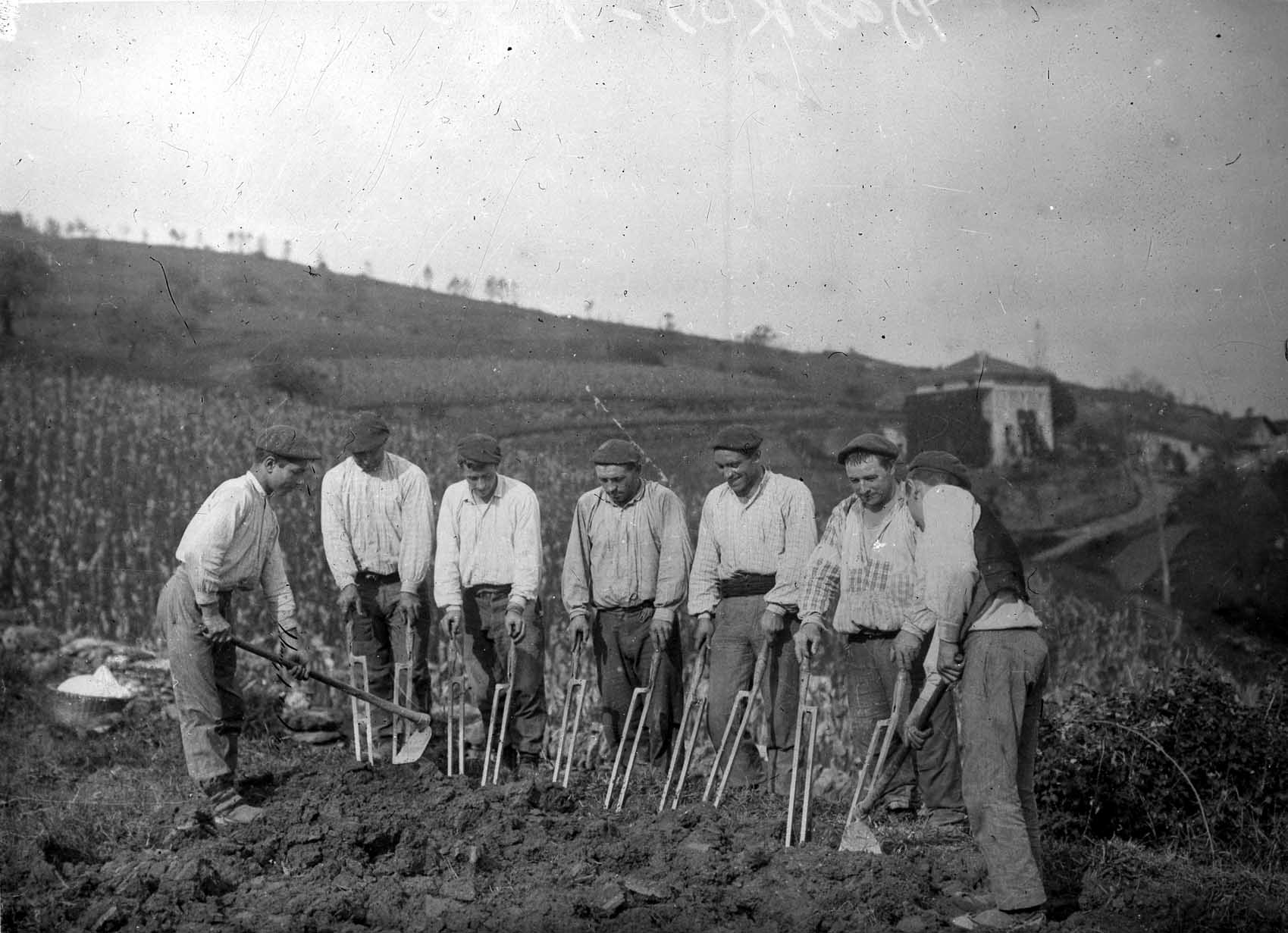
Layadores en la comarca de Hernani

La palabra también está atestiguada como lai, sin la terminación absolutiva pero se usa principalmente en la forma de laya en la actualidad. Otras formas incluyen lain en la región guipuzcoana de Oyarzun, y laixa en Éibar. Más allá de eso,el origen de la palabra no está del todo claro, pero parece plausible una conexión con los nombres de otras herramientas de varias lenguas romances vecinas, como la palabra bearnesa layà (un instrumento bifurcado para recoger castañas).
En Monteagudo y la zona colindante se llaman lías, y el trabajo que  se realizaba es el de apuntar.

## Tipos y usos
Las layas se fabrican tradicionalmente con un mango de madera y unas horquillas con dos puntas de hierro. Se suelen utilizar por pares, una en cada mano, y se las hace caer en la tierra aprovechando el peso del cuerpo. Se usaban para airear la o sembrar el campo. También se utilizaban en cuadrillas de layadores, que layaban el campo uno al lado de otro.
Existen dos tipos principales de layas, unas con el mango más largo y las horquillas de hierro cortas, propias de la zona de Navarra y Aragón, y las de las zonas de Vizcaya y Guipúzcoa con las púas más largas. Esta diferencia se debe a que en la zona del norte las tierras suelen ser más blandas por lo que se podía utilizar púas largas que penetraran de forma más profunda.
En Cataluña se ha usado tradicionalmente una herramienta con el mismo objetivo de airear o sembrar la tierra, denominada fanga o palot.

## Legado popular

### Representaciones
La portada de la iglesia de Santa María la Real de Olite, construida en el siglo XIII, contiene una imagen de un hombre layando junto a otra de un arado con ruedas, lo que da una idea de la antigüedad de esta herramienta.

### Carreras de layas
En las localidades navarras de Artajona y Puente la Reina se celebra desde 1984 la carrera de layas, que consiste en una carrera de velocidad recorriendo un tramo asfaltado de calle, montado encima de un par de layas. La idea de la carrera surgió para recuperar la memoria de este tipo de herramientas, hoy en desuso; y de las apuestas que se realizaban en ocasiones entre los labradores que volvían del campo, viendo quién aguantaba más encima de las layas.